# Synegiodes ornata
Synegiodes ornata är en fjärilsart som beskrevs av Max Joseph Bastelberger 1909. Synegiodes ornata ingår i släktet Synegiodes och familjen mätare. Inga underarter finns listade i Catalogue of Life.